# Eomesothelidae
Eomesothelidae – wymarła rodzina pająków z podrzędu Mesothelae. Żyły w kredzie.

## Morfologia
Pająki te osiągały od 1,9 do 2,3 mm długości ciała przy prosomie długości od 1 do 1,1 mm i szerokości od 0,85 do 0,9 mm oraz opistosomie (odwłoku) długości od 1 do 1,15 mm i szerokości od 0,7 do 0,9 mm. Karapaks był dłuższy niż szeroki, zaopatrzony w ośmioro oczu umieszczonych na wzgórku. Szczękoczułki miały ząbki na przedniej, a przypuszczalnie także tylnej krawędzi bruzdy. Odnóża miały stopy pozbawione empodium (pseudopulvillus nie występował), zwieńczone parzystymi pazurkami z małym ząbkiem. Nie stwierdzono trichobotrii maczugowatych. Opistosoma były od 1,3 do 1,4 raza dłuższa niż szeroka. Charakterystyczna była, mimo przynależności do Mesothelae, dość mocno ku tyłowi przesunięta pozycja kądziołków przędnych. Cecha ta szczególnie mocno wyrażona była u rodzaju typowego, u którego to kądziołki leżały przy tylnym końcu opistosomy. Przynajmniej u rodzaju typowego kądziołki pary przednio-bocznej były większe niż pary tylno-bocznej.

## Taksonomia i ewolucja
Takson ten wprowadzony został w 2019 roku przez Jörga Wunderlicha. Obejmuje dwa opisane rodzaje:
- Eomesothele Wunderlich, 2019
- Intermesothele Wunderlich, 2019

Oba znane są wyłącznie z datowanych na cenoman inkluzji w bursztynie birmańskim.